# Ljubavna pjesma
Ljubavna pjesma naziv je prvog albuma Olivera Dragojevića izdanog 1975. godine.

## Popis pjesama
| 1.    | »Ljubavna pjesma«     | Jakov Džolić     | Zdenko Runjić     | Stipica Kalogjera | 4:03 |
| 2.    | »Picaferaj«           | Ante Duplančić   | Zdenko Runjić     | Stipica Kalogjera | 3:20 |
| 3.    | »Djeca jednog vijeka« | Tomislav Zuppa   | Stipica Kalogjera | Stipica Kalogjera | 3:01 |
| 4.    | »Bila je jesen«       | Dobrica Erić     | Zdenko Runjić     | Stipica Kalogjera | 2:34 |
| 5.    | »Ne žuri, djevojčice« | Drago Britvić    | Zdenko Runjić     | Stipica Kalogjera | 4:51 |
| 6.    | »Ksantipa«            | Mirko Krstičević | Mirko Krstičević  | Mirko Krstičević  | 3:22 |
| 7.    | »Meni trebaš ti«      | Zdenko Runjić    | Zdenko Runjić     | Stipica Kalogjera | 3:21 |
| 8.    | »Prisjećam se noćas«  | Jakov Džolić     | Stipica Kalogjera | Stipica Kalogjera | 2:14 |
| 9.    | »Znam da me voliš«    | Jakov Džolić     | Zdenko Runjić     | Stipica Kalogjera | 3:32 |
| 34:21 |                       |                  |                   |                   |      |

## Suradnici na albumu
1975. LP
- Stipica Kalogjera - aranžer, dirigent i producent
- Rajko Milosavljević - organizator studijskog orkestra
- Petko Kantardžijev i Franjo Berner - ton majstori
- Ivan Ivezić - oprema
- Ivica Jakić - fotografije

za pjesmu "Ksantipa" - ton majstor Mirko Ćorić, aranžer i dirigent Mirko Krstičević
2006. CD, reizdanje u box setu Oliver 1
- Želimir Babogredac - izdavač i urednik
- Anđelko Preradović - urednik
- Goran Martinac - digital remastering
- Nikša Martinac - redizajn
- Marija Šimun, Željko Erceg, Siniša Škarica, Vibor Roje i Tomislav Varga suradnici na reizdanju

2009. CD reizdanje
- Želimir Babogredac - izdavač i urednik
- Anet Lesić - urednik
- Goran Martinac - digital remastering
- Nikša Martinac - redizajn

## Vanjske poveznice
- Ljubavna pjesma